# Džu Sjaolin
Džu Sjaolin (rođena 20. februara 1984) je kineska trkačica na duge staze, specijalizovana za maratone. Pobedila je na međunarodnom maratonu Sjamen i bila je treća na maratonu u Roterdamu 2010. godine. Predstavljala je Kinu na Olimpijskim igrama u Pekingu 2008. godine i bila je četvrta u ženskom maratonu. Džu se takođe takmičila na Svetskom prvenstvu u atletici, gde je 2007. i 2009. završila u prvih pet u maratonu. Njen lični rekord je 2 sata i 23:57 minuta.
Godine 2005. bila je šesta na Pekinškom maratonu i otputovala je u Nanking da bi ubrzo učestvovala na 10. kineskim nacionalnim igrama. Završila je kao viceprvakinja na 5000 metara iza Sin Huejne, postigavši 36 sekundi poboljšanja u svom ličnom rekordu kako bi osigurala srebrnu medalju. Početkom sledeće godine takmičila se na azijskom atletskom prvenstvu u dvorani 2006. godine i uspela je da postigne rekord u prvenstvu od 9: 25,60 da bi osvojila zlatnu medalju na preko 3000 metara.
Pobedila je na polumaratonu u Jangdžou u aprilu 2007. Džu je na maratonu Svetskog prvenstva 2007. završila na četvrtom mestu. Sledeće godine postigla je isti rezultat, završivši na četvrtom mestu Olimpijskog maratona 2008. godine. Džu je učestvovala na maratonu Svetskog prvenstva 2009. godine, i tada je zauzela peto mesto za 2:26:08.
Učesvovala je u polumaratonu Stramilano 2010. godine i zauzela drugo mesto iza Džejn Kiptoo, ali je postavila svoje najbolje vreme od 1:10:07. Učestvovala je na Roterdamskom maratonu 2010. nedugo zatim i završila na trećem mestu za 2:29:42. Pobedila je u trci Amatris-Confinjo u avgustu, pobedivši sunarodnicu.

## Lični rekordi
- 1500 metara - 4:12.73 min (2005)
- 5000 metara - 15:22.35 min (2005)
- 10,000 metara - 31:53.96 min (2010)
- Polumaraton – 1:10:07 sati (2010)
- Maraton - 2:23:57 sati (2002)

## Internacionalna takmičenja
| Година | Такмичење                                    | Место                          | Позиција      | Дисциплина  | Резултат | Белешка |
| ------ | -------------------------------------------- | ------------------------------ | ------------- | ----------- | -------- | ------- |
| 2002.  | Pekinški međunarodni ženski ekiden           | Peking, Kina                   | Prvo mesto    | Leg 5       | 15:40    |         |
| 2006.  | Azijsko dvoransko prvenstvo u atletici 2006. | Pataja, Tajland                | Prvo mesto    | 3000 m      | 9:25,60  |         |
| 2007.  | Svetsko prvenstvo                            | Osaka, Japan                   | Četvrto mesto | Maraton     | 2:31:21  |         |
| 2007.  | Svetski maratonski kup 2007.                 | Osaka, Japan                   | Drugo mesto   | Timski      | 7:35:52  |         |
| 2008.  | Olimpijske igre 2008.                        | Peking, Kina                   | Četvrto mesto | Maraton     | 2:27:16  |         |
| 2009.  | Svetsko prvenstvo                            | Berlin, Nemačka                | Peto mesto    | Maraton     | 2:26:08  |         |
| 2009.  | Svetski maratonski kup 2009.                 | Berlin, Nemačka                | Prvo mesto    | Timski      | 7:17:02  |         |
| 2010.  | Svetsko prvenstvo u polumaratonu 2010.       | Naning, Kina                   | Osmo mesto    | Polumaraton | 1:11:01  |         |
| 2010.  | Svetsko prvenstvo u polumaratonu 2010.       | Naning, Kina                   | Osmo mesto    | Timski      | 3:47:05  |         |
| 2010.  | Atletika na Azijskim igrama 2010. godine     | Guangdžou, Kina                | Drugo mesto   | Maraton     | 2:26:35  |         |
| 2011.  | Svetsko prvenstvo                            | Tegu, Južna Koreja             | Šesto mesto   | Maraton     | 2:29:58  |         |
| 2011.  | Svetski maratonski kup 2011. godine          | Tegu, South Korea              | Drugo mesto   | Timski      | 7:31:34  |         |
| 2012.  | Олимпијске игре                              | London, Ujedinjeno Kraljevstvo | Šesto mesto   | Maraton     | 2:24:48  |         |

## Spoljašnje veze
- Džu Sjaolin на веб-сајту IAAF (на језику: енглески)
- Džu Sjaolin на сајту Sports-Reference.com (архивирано)